# 摩星嶺道
摩星嶺道（英語：Mount Davis Road）是香港島西面的一條道路，位於摩星嶺以南，連接域多利道與薄扶林道，總長約1.7公里。該路是摩星嶺最主要的道路之一，亦是香港中西區和南區區界的其中一部分，道路以北為中西區，南面則為南區。
整條道路大部分為斜路，西低東高，沿途都是低密度住宅區。西端近域多利道摩星嶺巴士總站及中段均連接摩星嶺徑，可通往摩星嶺山頂。
摩星嶺的英文名字是以第二位香港總督戴維斯（Sir John Francis Davis，1795年7月16日－1890年11月13日）命名，而摩星嶺道亦成為摩星嶺徑和堅尼地城爹核士街（Davis Street）外，另一條紀念戴維斯的街道。
目前該路的公共交通主要依靠專線小巴，行經此路的巴士路線只有3A和A10兩條。其中3A線只於上課日繁忙時間提供，主要為位於該路中段的聖嘉勒女書院的學生服務。而摩星嶺巴士總站則設於該路西面盡頭，只有1號一條路線使用，該路兩端則有多條行走域多利道及薄扶林道的南區巴士路線。
2021年6月香港暴雨期間，摩星嶺道近翠暉臺發生山泥傾瀉，一度全線封閉。

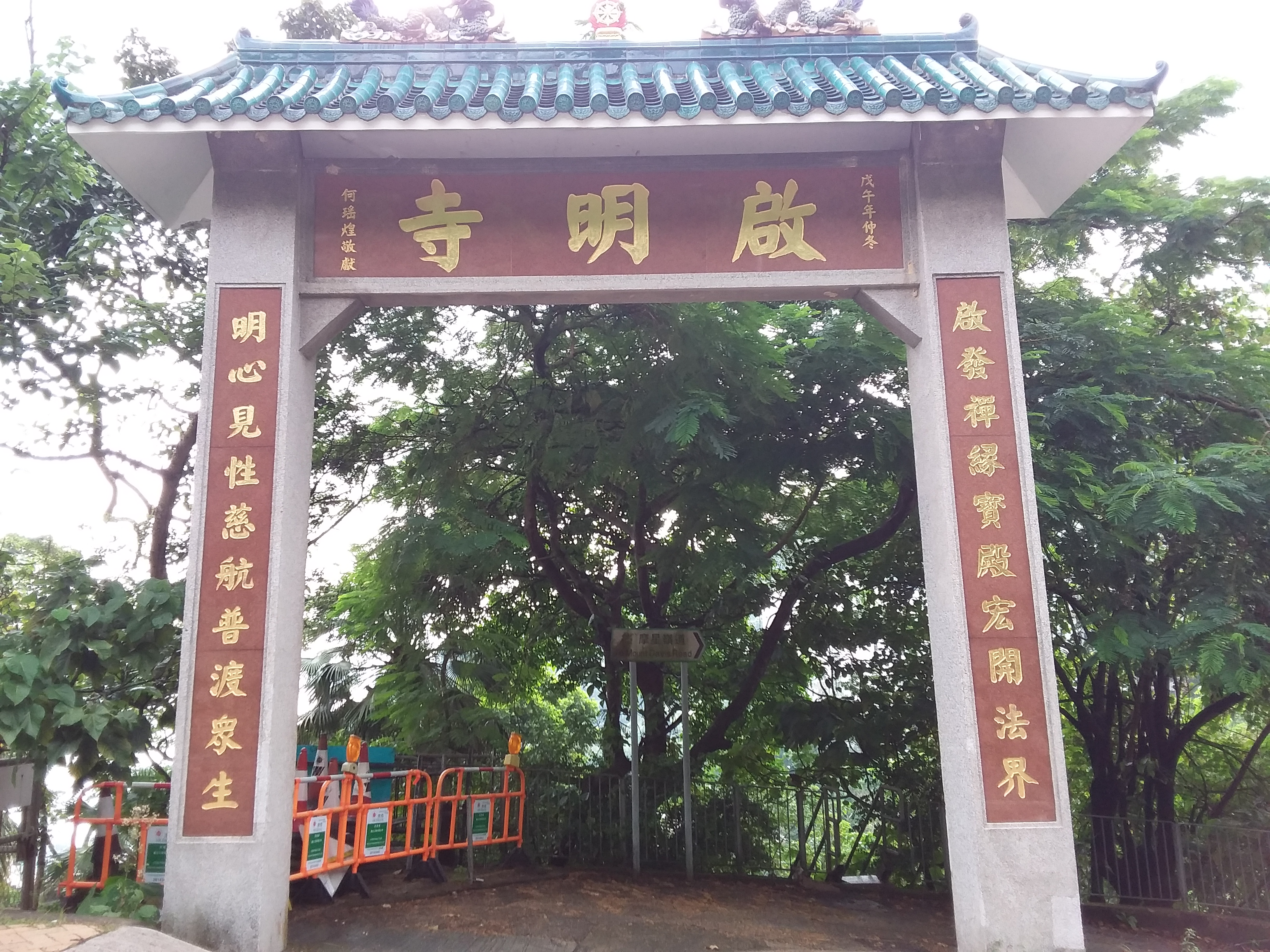
啟明寺

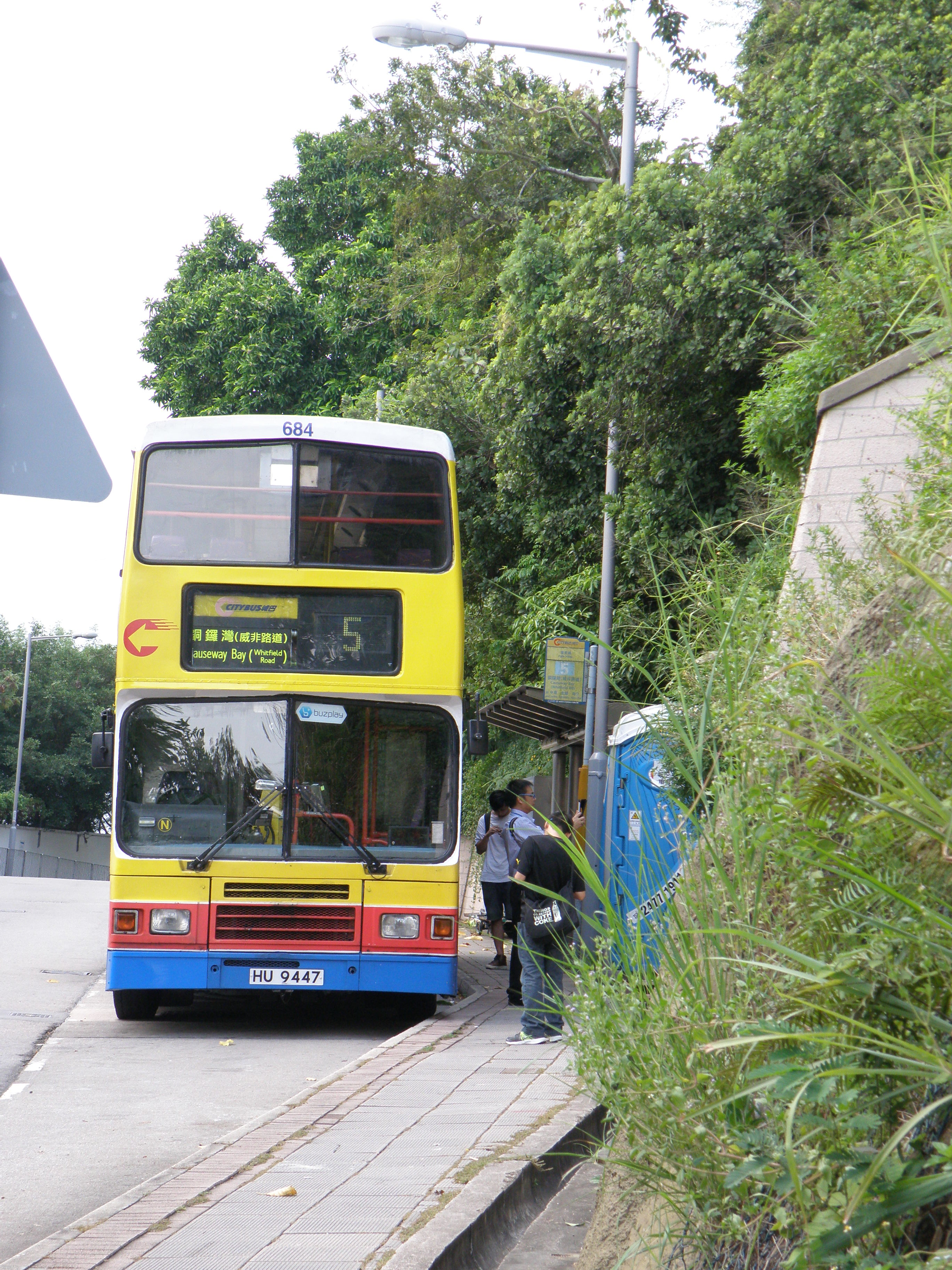
摩星嶺巴士總站（圖中路線已於2015年停辦）

## 鄰近主要建築
- 聖嘉勒女書院
- 摩星嶺黃金屋
- 域多利道扣押中心（摩星嶺白屋）
- 嘉諾撒靜修院
- 昭遠墳場
- 啟明寺
- 香港大學緋麗榭
- 御海園
- 翠海別墅
- 翠暉臺

## 交匯道路
- 域多利道
- 摩星嶺徑
- 薄扶林道
- 士美菲路

## 外部連結
摩星嶺道地圖
22°16′26″N 114°07′33″E / 22.274003°N 114.125888°E